# Kāstān
Kāstān (persiska: کاستان) är en ort i Iran.   Den ligger i provinsen Nordkhorasan, i den nordöstra delen av landet, 500 km öster om huvudstaden Teheran. Kāstān ligger 1 366 meter över havet och antalet invånare är 790.
Terrängen runt Kāstān är huvudsakligen kuperad, men österut är den bergig.Runt Kāstān är det ganska glesbefolkat, med 27 invånare per kvadratkilometer. Kāstān är det största samhället i trakten. Omgivningarna runt Kāstān är i huvudsak ett öppet busklandskap.